# Blaise Matuidi
Blaise Matuidi (Toulouse, Franciaország, 1987. április 9. –) angolai származású világbajnok francia labdarúgó, aki visszavonulása előtt az Inter Miami CF-ben játszott. Korábban szerepelt a PSG és a Juventus csapataiban is, ahol négyszeres francia és háromszoros olasz bajnok lett. A francia válogatott tagjaként megnyerte a 2018-as világbajnokságot.

## Pályafutása

### Klubcsapatokban

#### Troyes
Matuidi több csapat ifiakadémiáját is megjárta, mielőtt 2004-ben a Troyes-hoz került volna. Eleinte a tartalékok között játszott, majd 2004 novemberében került fel az első csapathoz. November 23-án, a Gueugnon ellen mutatkozott be a bajnokságban. A 2004/05-ös szezonban mindössze egy mérkőzésen lépett pályára az első csapatnál, az idény második felére kölcsönben visszakerült a tartalékok közé. A következő idényben már állandó tagja volt a kezdő csapatnak, első gólját 2006. január 11-én, a Lille ellen szerezte. Június 16-án megkapta első profi szerződését a klubtól. 2007. április 28-án, a Sedan ellen nyújtotta legjobb teljesítményét a Troyes színeiben, amikor a mérkőzés utolsó 15 percében két gólt szerezve megnyerte csapatának a meccset.

#### Saint-Étienne
Matuidit a Bordeaux, a Lille és az AS Monaco is szerette volna leigazolni, de 2007. július 12-én végül a Saint-Étienne-nel írt alá. Augusztus 11-én, a Valenciennes ellen mutatkozott be a csapatban, és rögtön sikerült megszilárdítania a helyét a kezdőben. 2008. augusztus 16-án megszerezte első gólját is, a Sochaux ellen. A 2008/09-es idényben nyújtott remek teljesítménye miatt az Arsenal és a Milan is felfigyelt rá, de nem váltott csapatot. 2008. szeptember 18-án, a Hapóél Tel-Aviv elleni UEFA-kupa-meccsen bemutatkozhatott az európai porondon is. A következő szezonban megkapta a csapatkapitányi karszalagot. 2010. május 28-án, egy Toulouse elleni bajnokin összeverekedett csapattársával, Dimitri Payet-val. Később mindketten elnézést kértek az esetért.

#### Paris Saint-Germain
2011. július 25-én a Paris Saint-Germain leigazolta a visszavonuló Claude Makélélé helyére. A vételárát nem hozták nyilvánosságra, de a hírek szerint 7,5 millió eurót fizettek érte a párizsiak. Az Emirates-kupában, a New York Red Bulls ellen játszott először új csapatában. Tétmeccsen először a Lorient ellen lépett pályára, 2011. augusztus 6-án.

#### Juventus
2017. augusztus 18-án az olasz bajnok Juventus FC-hez igazolt. Hároméves megállapodást írt alá, amely 2020. június 30-án járt le. A kezdeti vételára 20 millió euró volt, további 10,5 millió pedig különböző bónuszok formájában lett kifeizetve. 2017. augusztus 19-én debütált a Serie A-ban egy otthoni, 3–0-s győzelem során a Cagliari ellen. December 17-én szerezte első gólját a Bologna elleni, 3–0-s sikerben.
2018. szeptember 1-jén megszerezte a 2018–19-es idényben az első gólját a Parma elleni, 2–1-re megnyert bajnokin.
2019. október 30-án játszotta 100. mérkőzését a torinói egyesületben a Genoa elleni, 2–1 arányban megnyert találkozón.

#### Inter Miami
2020 augusztusában a David Beckham tulajdonában lévő, amerikai Inter Miami CF-hez szerződött, miután a Juventus új vezetőedzője, Andrea Pirlo nem számított rá, melyet a klub is megerősített a hivatalos honlapján.
2022 decemberében, azt követően, hogy januárban a szezonra már a csapat keretébe se nevezték, bejelentette visszavonulását.

### A válogatottban
Matuidi először 2010. augusztus 5-én, egy Norvégia elleni barátságos meccsre hívták be először a francia válogatottba, de nem kapott játéklehetőséget. A következő hónapban, egy Bosznia-Hercegovina elleni Eb-selejtezőn debütált a nemzeti csapatban. Bekerült a 2012-es Európa-bajnokságra utazó keretbe.
2018. május 17-én ő is tagja volt 23 fős francia keretnek, amely a 2018-as világbajnokságra utazott, Oroszországba. Július 15-én kezdőként volt ott a döntőben Horvátország ellen, amelyet 4–2 arányban megnyertek.

## Statisztika

### Klubokban
2021. november 16-ig lejátszott mérkőzések alapján.
| Klub                | Szezon           | Liga             | Liga  | Liga | Kupa  | Kupa | Ligakupa | Ligakupa | Nemzetközi | Nemzetközi | Egyéb | Egyéb | Összesen | Összesen |
| Klub                | Szezon           | Bajnokság        | Mérk. | Gól  | Mérk. | Gól  | Mérk.    | Gól      | Mérk.      | Gól        | Mérk. | Gól   | Mérk.    | Gól      |
| ------------------- | ---------------- | ---------------- | ----- | ---- | ----- | ---- | -------- | -------- | ---------- | ---------- | ----- | ----- | -------- | -------- |
| Troyes              | 2004–05          | Ligue 2          | 2     | 0    | 1     | 0    | 0        | 0        | —          | —          | —     | —     | 3        | 0        |
| Troyes              | 2005–06          | Ligue 1          | 31    | 1    | 0     | 0    | 0        | 0        | —          | —          | —     | —     | 31       | 1        |
| Troyes              | 2006–07          | Ligue 1          | 34    | 3    | 0     | 0    | 1        | 0        | —          | —          | —     | —     | 35       | 3        |
| Troyes              | Összesen         | Összesen         | 67    | 4    | 1     | 0    | 1        | 0        | 0          | 0          | 0     | 0     | 69       | 4        |
| Saint-Étienne       | 2007–08          | Ligue 1          | 35    | 0    | 1     | 0    | 1        | 0        | —          | —          | —     | —     | 37       | 0        |
| Saint-Étienne       | 2008–09          | Ligue 1          | 27    | 2    | 2     | 0    | 1        | 0        | 9          | 0          | —     | —     | 39       | 2        |
| Saint-Étienne       | 2009–10          | Ligue 1          | 36    | 1    | 3     | 0    | 2        | 0        | —          | —          | —     | —     | 41       | 1        |
| Saint-Étienne       | 2010–11          | Ligue 1          | 34    | 0    | 1     | 0    | 2        | 0        | —          | —          | —     | —     | 37       | 0        |
| Saint-Étienne       | Összesen         | Összesen         | 132   | 3    | 7     | 0    | 6        | 0        | 9          | 0          | 0     | 0     | 154      | 3        |
| Paris Saint-Germain | 2011–12          | Ligue 1          | 29    | 1    | 2     | 0    | 0        | 0        | 4          | 0          | —     | —     | 35       | 1        |
| Paris Saint-Germain | 2012–13          | Ligue 1          | 37    | 5    | 4     | 1    | 2        | 0        | 9          | 2          | —     | —     | 52       | 8        |
| Paris Saint-Germain | 2013–14          | Ligue 1          | 36    | 5    | 2     | 0    | 4        | 1        | 9          | 1          | 1     | 0     | 52       | 7        |
| Paris Saint-Germain | 2014–15          | Ligue 1          | 34    | 4    | 5     | 0    | 4        | 0        | 10         | 1          | 0     | 0     | 53       | 5        |
| Paris Saint-Germain | 2015–16          | Ligue 1          | 31    | 4    | 5     | 1    | 2        | 0        | 9          | 0          | 1     | 0     | 48       | 5        |
| Paris Saint-Germain | 2016–17          | Ligue 1          | 34    | 4    | 6     | 1    | 4        | 0        | 8          | 2          | 0     | 0     | 52       | 7        |
| Paris Saint-Germain | 2017–18          | Ligue 1          | 2     | 0    | 0     | 0    | 0        | 0        | 0          | 0          | 1     | 0     | 3        | 0        |
| Paris Saint-Germain | Összesen         | Összesen         | 203   | 23   | 24    | 3    | 16       | 1        | 49         | 6          | 3     | 0     | 295      | 33       |
| Juventus            | 2017–18          | Serie A          | 32    | 3    | 5     | 0    | —        | —        | 9          | 1          | —     | —     | 46       | 4        |
| Juventus            | 2018–19          | Serie A          | 31    | 3    | 1     | 0    | —        | —        | 9          | 0          | 1     | 0     | 42       | 3        |
| Juventus            | 2019–20          | Serie A          | 35    | 0    | 4     | 0    | —        | —        | 5          | 1          | 1     | 0     | 45       | 1        |
| Juventus            | Összesen         | Összesen         | 98    | 6    | 10    | 0    | 0        | 0        | 23         | 2          | 2     | 0     | 133      | 8        |
| Inter Miami         | 2020             | MLS              | 15    | 1    | —     | —    | —        | —        | —          | —          | 1     | 0     | 16       | 1        |
| Inter Miami         | 2021             | MLS              | 32    | 1    | —     | —    | —        | —        | —          | —          | —     | —     | 32       | 1        |
| Inter Miami         | Összesen         | Összesen         | 47    | 2    | —     | —    | —        | —        | —          | —          | 1     | 0     | 48       | 2        |
| Karrier összesen    | Karrier összesen | Karrier összesen | 547   | 38   | 42    | 3    | 23       | 1        | 81         | 8          | 6     | 0     | 699      | 50       |

### A válogatottban
Forrás.
| Franciaország | Franciaország | Franciaország |
| Év            | Mérkőzés      | Gól           |
| ------------- | ------------- | ------------- |
| 2010          | 1             | 0             |
| 2011          | 3             | 0             |
| 2012          | 5             | 0             |
| 2013          | 10            | 0             |
| 2014          | 13            | 4             |
| 2015          | 9             | 2             |
| 2016          | 14            | 2             |
| 2017          | 7             | 1             |
| 2018          | 15            | 0             |
| 2019          | 5             | 0             |
| Összesen      | 82            | 9             |

### Góljai a válogatottban
| # | Dátum               | Helyszín                                           | Ellenfél  | Gólja | Végeredmény | Kiírás                   |
| - | ------------------- | -------------------------------------------------- | --------- | ----- | ----------- | ------------------------ |
| 1 | 2014. március 5.    | Stade de France, Saint-Denis, Franciaország        | Hollandia | 2–0   | 2–0         | Barátságos               |
| 2 | 2014. június 8.     | Stade Pierre-Mauroy, Lille, Franciaország          | Jamaica   | 2–0   | 8–0         | Barátságos               |
| 3 | 2014. június 8.     | Stade Pierre-Mauroy, Lille, Franciaország          | Jamaica   | 6–0   | 8–0         | Barátságos               |
| 4 | 2014. június 20.    | Itaipava Arena Fonte Nova, Salvador, Brazília      | Svájc     | 2–0   | 5–2         | Világbajnokság           |
| 5 | 2015. szeptember 7. | Nouveau Stade de Bordeaux, Bordeaux, Franciaország | Szerbia   | 1–0   | 2–1         | Barátságos               |
| 6 | 2015. szeptember 7. | Nouveau Stade de Bordeaux, Bordeaux, Franciaország | Szerbia   | 2–0   | 2–1         | Barátságos               |
| 7 | 2016. március 25.   | Amszterdam Aréna, Amszterdam, Hollandia            | Hollandia | 3–2   | 3–2         | Barátságos               |
| 8 | 2016. május 30.     | Stade de la Beaujoire, Nantes, Franciaország       | Kamerun   | 1–0   | 3–2         | Barátságos               |
| 9 | 2017. október 7.    | Vaszil Levszki Nemzeti Stadion, Szófia, Bulgária   | Bulgária  | 1–0   | 1–0         | Világbajnokság-selejtező |

## Sikerei, díjai

### Klubokban
Paris Saint-Germain
- Francia bajnok: 2012–2013, 2013–2014, 2014–2015, 2015–2016
- Francia kupa: 2014–2015, 2015–2016, 2016–2017
- Francia ligakupa: 2013–2014, 2014–2015, 2015–2016, 2016–2017
- Francia szuperkupa: 2013, 2014, 2015, 2016, 2017

Juventus
- Olasz bajnok: 2017–2018, 2018–2019, 2019–2020
- Olasz kupa: 2017–2018
- Olasz szuperkupa: 2018

### A válogatottban
Franciaország
- Világbajnokság: 2018[1]

### Egyéni
- Az év francia labdarúgója: 2015[16]
- Ligue 1 – Az év csapata: 2012–2013, 2015–2016
- Global Soccer – Pályafutás-díj: 2018
- Francia becsületrend kitüntetés

## Fordítás
- Ez a szócikk részben vagy egészben  a   Blaise Matuidi című angol Wikipédia-szócikk fordításán alapul.  Az eredeti cikk szerkesztőit annak laptörténete sorolja fel. Ez a jelzés csupán a megfogalmazás eredetét és a szerzői jogokat jelzi, nem szolgál a cikkben szereplő információk forrásmegjelöléseként.